# Manettia
Manettia är ett släkte av måreväxter. Manettia ingår i familjen måreväxter.

## Dottertaxa tillManettia, i alfabetisk ordning[1]
- Manettia acutifolia
- Manettia alba
- Manettia albert-smithii
- Manettia angamarcensis
- Manettia arboricola
- Manettia asclepiadacea
- Manettia asperifolia
- Manettia auratifolia
- Manettia badilloi
- Manettia bangii
- Manettia barbata
- Manettia bernardii
- Manettia beyrichiana
- Manettia breteleri
- Manettia caliana
- Manettia calycosa
- Manettia campanulacea
- Manettia canescens
- Manettia cephalophora
- Manettia chrysoderma
- Manettia cinchonarum
- Manettia coccinea
- Manettia coccocypseloides
- Manettia coerulea
- Manettia congesta
- Manettia cordifolia
- Manettia corticifera
- Manettia cryptantha
- Manettia discolor
- Manettia divaricata
- Manettia domingensis
- Manettia dominicensis
- Manettia dubia
- Manettia echitidea
- Manettia evenia
- Manettia fiebrigii
- Manettia fimbriata
- Manettia flexilis
- Manettia glandulosa
- Manettia glazioviana
- Manettia glaziovii
- Manettia gracilis
- Manettia herthae
- Manettia hirtella
- Manettia hispida
- Manettia holwayi
- Manettia honigii
- Manettia hotteana
- Manettia irwinii
- Manettia jörgensenii
- Manettia lehmannii
- Manettia leucantha
- Manettia lilacina
- Manettia lindenii
- Manettia lobbii
- Manettia locuples
- Manettia longicalycina
- Manettia longipedicellata
- Manettia luteorubra
- Manettia lutescens
- Manettia lygistum
- Manettia marginata
- Manettia meridensis
- Manettia microphylla
- Manettia minutiflora
- Manettia mitis
- Manettia modica
- Manettia mollis
- Manettia moritziana
- Manettia nebulosa
- Manettia nubigena
- Manettia paniculata
- Manettia paraguariensis
- Manettia paramorum
- Manettia parvula
- Manettia pauciflora
- Manettia paucinervis
- Manettia pearcei
- Manettia pectinata
- Manettia pedunculata
- Manettia peruviana
- Manettia pichinchensis
- Manettia pisifera
- Manettia poliodes
- Manettia pubescens
- Manettia racemosa
- Manettia reclinata
- Manettia recurva
- Manettia riedelii
- Manettia rivulorum
- Manettia rojasiana
- Manettia sabiceoides
- Manettia sararensis
- Manettia schumanniana
- Manettia secundiflora
- Manettia skutchii
- Manettia smithii
- Manettia sonderiana
- Manettia splendens
- Manettia stenocalyx
- Manettia sublanata
- Manettia suratensis
- Manettia tachirensis
- Manettia tamaensis
- Manettia tatei
- Manettia tenuis
- Manettia teresitae
- Manettia thysanophora
- Manettia tillettii
- Manettia tomantha
- Manettia tomentosa
- Manettia tomentulosa
- Manettia toroi
- Manettia trianae
- Manettia tweedieana
- Manettia umbellata
- Manettia utopia
- Manettia vacillans
- Manettia weberbaueri
- Manettia wernhamiana
- Manettia veronicoides
- Manettia verticillata
- Manettia zimapanica